# Округ Мајами-Дејд
Округ Мајами-Дејд (енгл. Miami-Dade County), познат и као Мајами, Мајами-Дејд, Округ Дејд, Дејд, Метро-Дејд или Велики Мајами, је округ који се налази у југоисточном делу савезне државе Флориде у САД. Према попису из 2010, округ је имао 2.496.435 становника, по чему је највећи округ у Флориди и осми највећи у САД. По површини је трећи највећи округ у Флориди, са 5.040 km2 копнене површине. Округ обухвата неколико највећих градова јужне Флориде. Седиште округа је у Мајамију.

## Демографија
Према попису становништва из 2010. у округу је живело 2.496.435 становника, што је 243.073 (10,8%) становника више него 2000. године.
| Група             | 2000.             | 2010.             |
| Белци             | 465.772 (20,7%)   | 383.551 (15,4%)   |
| Афроамериканци    | 457.214 (20,3%)   | 472.976 (18,9%)   |
| Азијати           | 31.753 (1,4%)     | 37.669 (1,5%)     |
| Хиспаноамериканци | 1.291.737 (57,3%) | 1.623.859 (65,0%) |
| Укупно            | 2.253.362         | 2.496.435         |